# Ematurga dentaria
Ematurga dentaria là một loài bướm đêm trong họ Geometridae.